# ملعب فيلا بارك
ملعب فيلا بارك (بالإنجليزية: Villa Park)، هو ملعب منطقة أستون، في برمنغهام، إنجلترا. تأسس في عام 1897.
الملعب يتسع ل42,788 متفرج، وهو أكثر الملاعب في إنجلترا التي استضافت مباريات الأدوار قبل النهائية من بطولة كأس إنجلترا.
فيلا بارك يعد واحدا من أهم ملاعب كرة القدم في المملكة المتحدة وهو الملعب الخاص بنادي أستون فيلا منذ عام 1897، وهو ملعب مصنف من الاتحاد الأوروبي ضمن الملاعب ذات الأربعة نجوم، شكله من الخارج يشبه شكل الفيلا القديمة. جميع مقاعد فيلا بارك تأخذ اللونين الأزرق الفاتح (اللبني) والعنابي، وهي ألوان الزي الأساسي لفريق أستون فيلا.
يتكون ملعب فيلا بارك من 4 مدرجات أساسية هي:

## مدرج Holte End
هو واحد من أكبر المدرجات التي تقع خلف المرمى في أوروبا افتتح في موسم 1994/1995 وهو يسع ل 13,472 متفرج وهو يعد من أكثر المدرجات تشجيعاً في الفيلا بارك وأحياناً يسمى المدرج الجنوبى وخلفه يوجد مكان انتظار السيارات الصغير وهو أقرب المدرجات لقصر Aston Hall الشهير وحديقته كذلك قريب من كنيسة Saints Peter and Paul وقريب من الطريق الدولى.

## مدرج Trinity Road
ويسمى أيضاً المدرج الغربى سعته 12,954 متفرج وهو من ثلاثة طوابق وقد تمت تعديلات في هذا المدرج ولو أن العديد من الجماهير كانوا خائبوا الأمل لعدم رؤية المدرج القديم ومنظره الجميل من الخارج مرة أخرى لكن بعد التعديلات التي حدثت في نوفمبرعام 2001 وبعد أن إفتتحه الأمير تشارلز أمير ويلز فإن جماهير الفيلا تعتقد أن المدرج بالحالة الجديدة أوضح في الرؤية كما إزدادت سعة المدرج فإزدادت سعة ملعب الفيلا من 39,399 إلى أكثر من 42 ألف متفرج ويوجد به ممر اللاعبين .

## مدرج The Doug Ellis Stand
وهو المدرج الشرقى للفيلا بارك وهو المدرج المقابل لمدرج Trinity Road سعته 9,081 متفرج وكان هذا المدرج معروف سابقاً حتى منتصف التسعينات بأسم مدرج Witton Lane لكن دووج أليس رئيس النادى في ذلك الوقت قام بتغييره ليحمل أسمه لكن الواقع أن جماهير الفيلا لا تعترف بهذا الأسم وتفضل الأسم القديم للمدرج فدووج أليس كان مكروه من جماهير أستون فيلا.

## مدرج North Stand
أو المدرج الشمالى وهو المواجه لمدرج Holte End ويسمى أيضاً بأسم Witton End سعته 7,086 متفرج شيد في اواخر السبعينات وهو مكون من
طابقين ويقع خلف هذا المدرج المحل التجارى لأستون فيلا للتسوق ومكان انتظار السيارات الكبيرغالباً ما تجلس فيه جماهير الأندية الضيفة وكان هناك خطة موضوعة لهدم المدرج وبناء مدرج جديد محله قبل عام 2012 لكن تم تأجيلها ولكنها من أولويات راندى ليرنر رئيس النادى .